# Paulino Uzcudun
Paulino Uzcudun Eizmendi (Errezil, 3 maggio 1899 – Madrid, 5 luglio 1985) è stato un pugile spagnolo, di etnia basca.
Fu una presenza importante nel pugilato degli anni venti e trenta, ed è ritenuto il miglior peso massimo di Spagna di ogni tempo. Due volte Campione europeo, gareggiò una sola volta per il titolo mondiale, contro Primo Carnera, che lo sconfisse a Roma, nel 1933.

## Biografia
Minore di 9 fratelli, Uzcudun si distinse da giovane come aizcolari, nome con cui vengono indicati i praticanti della disciplina sportiva basca di taglio dei tronchi di legno.

### Carriera pugilistica
Passato presto al pugilato, debuttò come professionista in Francia dove, in quel tempo, i pugili erano pagati molto meglio che in Spagna. Uzcudun vi combatté undici match in quattro anni. Nel 1923, a Parigi, sostenne nel giro di un mese i suoi primi tre incontri, tutti vittoriosi.
Tornato in Spagna, nel 1924, fu designato per contendere il titolo nazionale dei pesi massimi, in possesso di José Teixidor. Per sostenere il match, tuttavia, dovette tornare a Parigi. Il suo avversario, infatti, renitente alla leva militare, non poteva combattere in Spagna senza essere arrestato. Uzcudun conquistò il titolo per KO al terzo round.
Nel 1926, a Barcellona, Uzcudun conquistò anche il titolo europeo dei massimi, battendo ai punti in 15 riprese l'italiano Erminio Spalla.
Dopo questa vittoria si imbarcò per Cuba, dove vinse due match a L'Avana, trasferendosi poi negli Stati Uniti, dove sarebbe rimasto fino al 1928, combattendo con molti tra i migliori pesi massimi e mediomassimi dell'epoca.
Tra gli avversari più noti, Tom Heeney, il forte neozelandese che un anno più tardi sarebbe stato designato per sfidare il campione del mondo Gene Tunney. Uzcudun lo batté ai punti in 10 riprese, nel 1927, al Madison Square Garden di New York.
Nell'incontro seguente, Uzcudun batté anche il peso massimo di colore Harry Wills, con un KO al 4º round. Poi perse per squalifica, per un supposto colpo basso, contro il canadese Jack Delaney, uno dei più grandi mediomassimi di ogni epoca, che aveva appena abbandonato il titolo mondiale della propria categoria. Poi, di nuovo al Madison, pareggiò nella rivincita concessa a Heeney, e perse ai punti, senza sfigurare, contro Johnny Riskoò. Non sfigurò nemmeno contro il fortissimo e mastodontico afroamericano George Godfrey, da cui venne sconfitto ai punti.
Nel 1928 Uzcudun tornò in Europa per difendere vittoriosamente il proprio titolo europeo, ai danni del tedesco Ludwig Haymann. Ripartì immediatamente per gli Stati Uniti, dove nel giro di quattro anni sostenne quasi una ventina di match, tra i quali alcuni con pugili leggendari. Nel frattempo fu privato "a tavolino" del titolo europeo.
Nel giugno del 1929, allo Yankee Stadium di New York, venne sconfitto ai punti, in 15 riprese, da Max Schmeling, che nell'incontro successivo avrebbe conquistato il titolo mondiale dei massimi. Uzcudun incontrò Schmeling altre due volte, alla fine della propria carriera, conseguendo un pareggio e un'altra sconfitta ai punti.

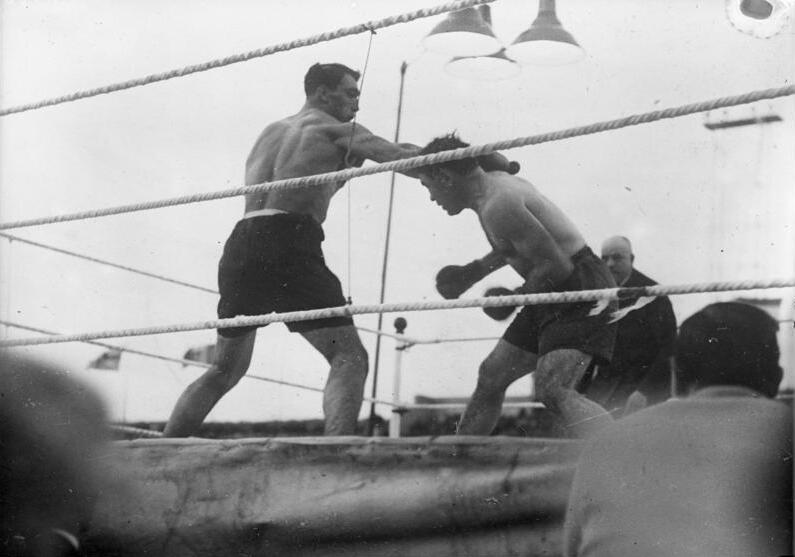
Paulino Uzcudun schiva un destro di Primo Carnera, a Barcellona, nel 1930

Durante una breve pausa europea, nel 1930 a Barcellona, Uzcudun incontrò anche il gigantesco futuro campione mondiale Primo Carnera, perdendo ai punti. Di fronte a una folla stimata tra i 75 000 e i 90 000 spettatori, il combattimento contro l'idolo locale non fu dei più facili, per Carnera.
Uzcudun combatté sempre all'attacco ma l'italiano seppe colpirlo molto bene d'incontro. Secondo la United Press Carnera si sarebbe aggiudicato almeno otto riprese su dieci e, alla fine, vinse ai punti. Secondo i sostenitori dello spagnolo, tuttavia, Uzcudun avrebbe merititato almeno un pari. Lo stesso pugile incolpò l'arbitro per la sconfitta.
Nel luglio del 1931, il pugile basco sconfisse ai punti, in 20 riprese, un altro futuro campione mondiale dei massimi, Max Baer, che avrebbe conquistato il titolo tre anni più tardi, a spese di Carnera. Nell'incontro successivo, Uzcudun venne sconfitto ai punti dal fortissimo ex campione mondiale dei mediomassimi Tommy Loughran, e di nuovo ai punti dall'ex campione mondiale dei welter e dei medi Mickey Walker.
"The Basque Woodchopper", il taglialegna basco, come lo chiamavano negli Stati Uniti, incontrò, nel 1932, l'anno che precedette la tragedia, anche il bravo ma sfortunato Ernie Schaaf.
Il 13 maggio 1933 riconquistò il titolo europeo dei massimi, battendo a Madrid il belga Pierre Charles, con decisione non unanime
Uzcudun incontrò una seconda volta Carnera, nell'ottobre 1933, in un famoso campionato mondiale organizzato ad uso celebrativo dal regime fascista, nella cornice di Piazza di Siena, a Roma, di fronte a 60.000 spettatori e alla presenza di Benito Mussolini. Per l'occasione, il basco mise in palio anche il suo titolo europeo. Primo Carnera combatté esibendo una camicia nera sotto all'accappatoio. Nonostante l'italiano avesse attaccato per tutto l'incontro, infatti, non riuscì ad atterrare nemmeno una volta l'indomabile avversario che, prima di allora, non aveva mai perso prima del limite. Il match, comunque, si concluse con una netta vittoria ai punti per il Campione del Mondo ma il pubblico romano applaudì anche Uzcudun per la sua abilità pugilistica.
Uzcudun perse un unico incontro prima del limite, quello conclusivo della sua carriera, il 13 dicembre 1935. Una sconfitta tutt'altro che disonorevole, perché inflittagli dal fuoriclasse e futuro campione del mondo Joe Louis. L'incontro si svolse ancora una volta al Madison di New York, dove Uzcudun combatté ben 11 match, e fu fermato dall'arbitro al 4º round per KOT.

### Caratteristiche tecniche
Uzcudun era noto soprattutto per la forza fisica e la capacità di incassare i colpi. Lo spagnolo era inoltre dotato anche di buona tecnica e di un ottimo gancio sinistro, con il quale seppe atterrare alcuni dei migliori pesi massimi dell'epoca.

### Vita dopo la boxe
Uzcudun tornò in Spagna con la Guerra civile in corso. Collaborò con il regime di Franco di cui, grazie ai suoi trascorsi sportivi di risonanza internazionale, divenne un simbolo.
Nel 1976 fu colpito da una paralisi, che lo costrinse a muoversi con le stampelle, e da arteriosclerosi, a causa di cui non ricordava quasi niente dei suoi anni di gloria.
Morì a Madrid, a 86 anni, in tempo per vedere i successi del conterraneo José Manuel Urtain, nella sua stessa disciplina sportiva e categoria di peso.